# Tata Golosa
Tata Golosa es el nombre artístico de la cantante y bailarina italiana Romina Contiero, nacida en 1983.

## Biografía
Nació en Italia y baila desde los cinco años. Está diplomada en danza y es profesora de modern jazz, además de copropietaria de las tres escuelas en las que da clases. En 2007, a la edad de 24 años, los productores Antonello Righi y Danielle Filiponne la conocieron en un club de Milán y en poco tiempo, con la colaboración de L Ontino e & S Bocchino (Holly Dolly - Ipnotika), Micromanía fue lanzado como su primer sencillo, y fue número 1 en ventas en numerosos países europeos. En España es conocida como una más de las artistas One Hit Wonder de la época. Adquirió fama al acudir al programa de Buenafuente, donde fue entrevistada por Andreu. Llegó a modificar ligeramente su canción, haciendo referencia a Andreu y a sus colaboradores.

## Carrera musical
Tata Golosa solo había publicado dos singles: Micromanía y La pastilla y en el año 2009 se publicó su nuevo tema Fotonovela que fue el adelanto de su primer álbum homónimo titulado Fotonovela.

### Micromanía
Su primer sencillo se llama Micromanía o los micrófonos. Es una canción bastante rítmica. Es de letra incoherente y repetitiva pero muy pegadiza. Llegó a convertirse en un éxito del verano de 2007.
Videoclip
El videoclip comienza en el escenario de una oficina, donde Tata Golosa trabaja con un ordenador. De pronto, chasquea los dedos y aparecen dos chicas con un teléfono móvil. Ella lo coge, las echa con un gesto, teclea un número y, con un marcado tono sensual, dice: «Yes, I need a microphone, please. Thanks».
Al instante llegan a la oficina dos hombres vestidos de negro con maletín, lo abren y montan el micrófono que había dentro. Éste emite unos rayos y empieza la música.
Durante el resto del videoclip, Tata Golosa, micrófono en mano, baila muy provocativamente junto a sus compañeras de coreografía. La música es a veces interrumpida por gemidos sexuales de Tata Golosa. Los orgasmos aparecen después de decir "EL SEXO EL SEXO EL SEXO..." y cuando acaba de gemir dice "Y AHORA LOS TAMBORES".

### La Pastilla
Su segundo sencillo se llama La pastilla. Es bastante parecido a Micromanía, pero con la letra poco modificada. Dicha letra generó un tanto de desconcierto, puesto que en dos ocasiones repite ocho veces un vocablo de difícil comprensión y que los oyentes han identificado con palabras diferentes como "belamuar", "duele el amor" o "del amor". Algunos incluso lo identifican como una referencia subliminal al hotel Belamar, en Estados Unidos. A falta de letra oficial, la especulación se ha mantenido hasta el día de hoy.
Videoclip
El vídeo de esta canción es algo subido de tono, al igual que el anterior. Se la puede ver bailando provocativamente junto a unas enfermeras. También aparece en varias ocasiones la imagen de una pastilla azul con un corazón en el centro, que alude al Viagra.

### Chiki chiki
Hizo una versión, junto a Rodolfo Chiquilicuatre, del Chiki chiki.
Videoclip
En el vídeo se puede ver a Tata Golosa y a Chiquilicuatre bailando la coreografía del Chiki chiki, que fue la canción que representó a España en Eurovision 2008

### Busca Busca
En 2014 lanzó su nueva canción "Busca Busca" con la discográfica "Blanco y Negro Music".
Videoclip
En el videoclip se puede ver a Tata Golosa con el pelo moreno bailando provocativamente mientras canta sobre gente que busca relaciones, chicos con chicas, chicos con chicos, etc. También aparece sentada en una silla cruzada de piernas
También se escuchan los gemidos como en las canciones anteriores y también sale bailando en la azotea de un rascacielos y se ve una mujer tocando la trompeta.
Se puedr decir que este tema es una gran producción comparada con los temas anteriores.

### La Piscini
En 2016 saco su nueva canción "La Piscini" que es igual que microfonia y la pastilla con la letra cambiada.

## Discografía

### Álbumes de estudio
- 2009 - Fotonovela

### Sencillos
- 2007 - Micromanía
- 2008 - La Pastilla
- 2008 - El Chiki chiki (con Rodolfo Chikilicuatre)
- 2009 - Fotonovela
- 2014 - Busca Busca
- 2015 - Toda la Noche
- 2016 - La Piscini